# Niedermuhlern
Niedermuhlern est une commune suisse du canton de Berne, située dans l'arrondissement administratif de Berne-Mittelland.

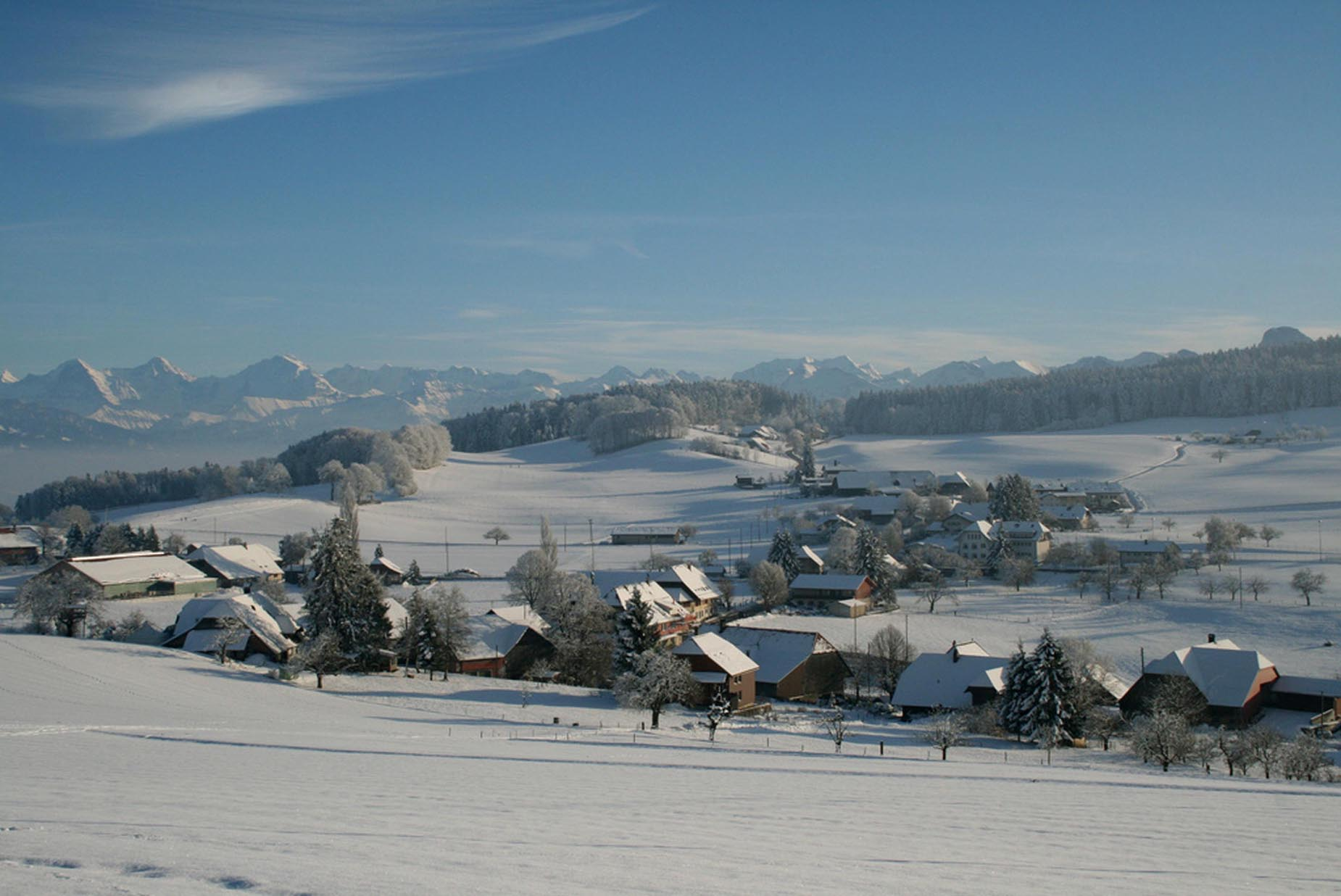
Niedermuhlern, vue vers le sud.

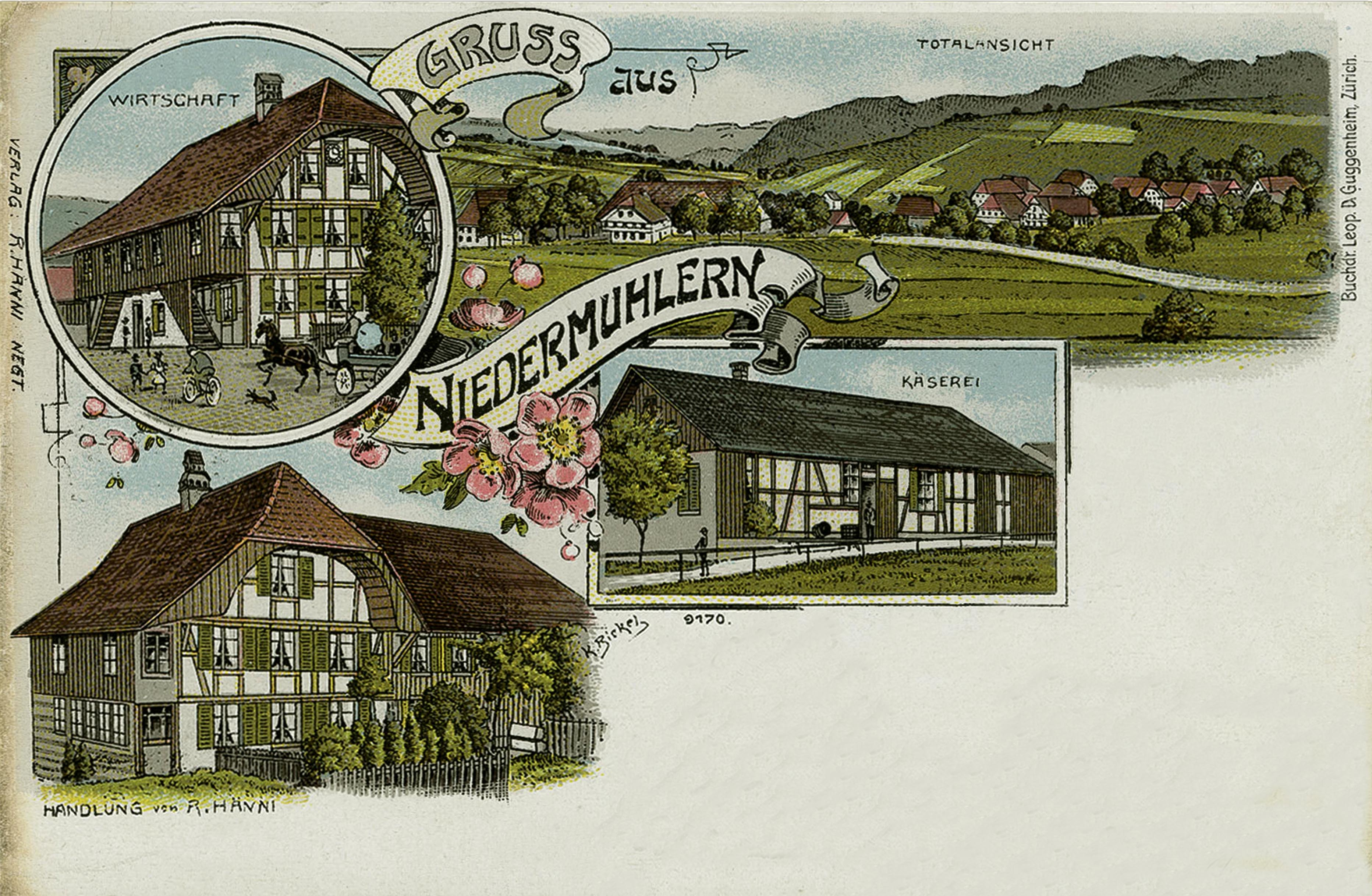
Carte postale de Niedermuhlern, vers 1900.